# Glücksschwalbe
Die Glücksschwalbe (Hirundo neoxena) ist eine Vogelart aus der Familie der Schwalben (Hirundinidae).
Die Art wurde als konspezifisch mit der Tahitischwalbe (Hirundo tahitica) angesehen, unterscheidet sich jedoch hauptsächlich durch Schnabelgröße, Schwanzstruktur und Bänderung.

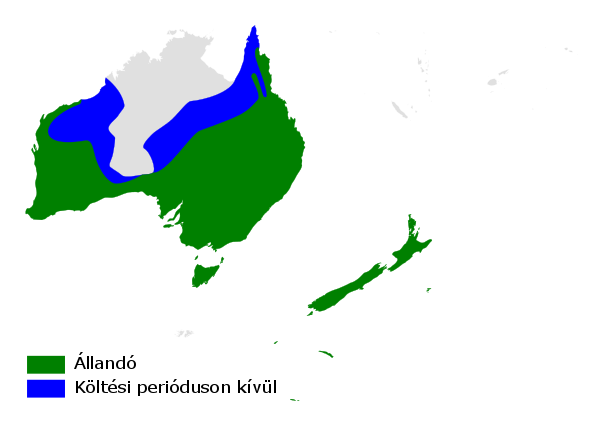
Vorkommen der Glücksschwalbe

Der Vogel kommt in Australien und den benachbarten Inseln vor.
Der Lebensraum umfasst offenes Gelände, Küsten, Kulturflächen, oft in Wassernähe.
Der Artzusatz kommt von altgriechisch νέος néos, deutsch ‚neu‘ und altgriechisch ξένος xénos, deutsch ‚fremd, Besucher‘.
Dieser Vogel ist teilweise ein Standvogel. Außerhalb der Brutzeit zieht ein Teil in andere Gegenden, kehrt aber zum Brüten wieder zurück.

## Merkmale
Die Art ist 13–17 cm groß und wiegt 12–17 g, eine kleine, elegante Schwalbe mit tief gegabeltem Schwanz und langen spitzen Flügeln. Die Stirn ist rotbraun bis kastanienbraun, Scheitel und die Oberseite sind glänzend stahlblau, die Flügel und der Schwanz sind schwärzlich-braun, der Schwanz ist tief gegabelt mit weißen Flecken auf den Steuerfedern mit Ausnahme der mittleren beiden Federn. Die Kehle und obere Brust sind rotbraun-kastanienfarben, die übrige Unterseite ist grau-weiß, an den Flanken und Unterflügeldecken leicht braun überhaucht. Die Unterschwanzdecken sind grau-braun mit blassen Rändern und gegen Ende zu dunkler. Der Schnabel ist kurz, breit und schwarz, hinzu kommt ein schwarzer Augenstreif.
Beim Weibchen sind die Steuerfedern etwas kürzer, der Schwanz insgesamt kürzer. Jungvögel haben einen dunkleren Kopf und sind matter gefärbt.
Die Schwalbe unterscheidet sich von der Tahitischwalbe durch die blassere Unterseite, die blassen Flecken auf den Steuerfedern und den längeren äußeren Schwanzfedern, von der Rauchschwalbe (Hirundo rustica) durch das fehlende blaue Lätzchen.
Die als Irrläufer auftretende Baumschwalbe (Petrochelidon nigricans) und die Arielschwalbe (Petrochelidon ariel) sind etwas kleiner und haben einen matt weißen Bürzel und einen kürzeren, rechteckigen Schwanz. Die Baumschwalbe hat nur einen kleinen rotbraunen Fleck oberhalb des Schnabels, die Arielschwalbe ist An Scheitel und Nacken rotbraun und nicht blau-schwarz wie bei der Glücksschwalbe.
Der Pazifiksegler (Apus pacificus) hat auch einen gegabelten Schwanz, der Stachelschwanzsegler (Hirundapus caudacutus) eine weiße Kehle, beide Vögel sind größer, haben längere Flügel und sind an der Unterseite dunkler als die Glücksschwalbe. Sie landen nur selten und haben blasse Flecken auf dem Rücken.

## Geografische Variation
Es werden folgende Unterarten anerkannt:
- H. n. carteri (Mathews, 1912), – Südwestaustralien, etwas größer
- H. n. neoxena Gould, 1842, Nominatform – Mitte und Osten Australiens, östliche Inseln und Neuseeland

## Stimme
Die Rufe werden als Mischung von Zwitschern und Trillern beschrieben, der Kontaktruf als „seet“, der Alarmruf als „twsee“, „sweert“ oder „tit-swee“. Die Art ist nicht sehr ruffreudig, auch nicht sehr laut.

## Lebensweise
Die Nahrung besteht hauptsächlich aus fliegenden Insekten, die allein oder in kleinen Gruppen dicht über dem Boden in schnellem Fluge mit häufigen Richtungswechseln gejagt werden, auch nachts, wenn Nachtfalter vom Licht angezogen werden. Die Schwalbe trinkt häufig im Flug von der Wasseroberfläche. Außerhalb der Brutzeit findet sich der Vogel zu großen Schwärmen zusammen.
Die Brutzeit liegt zwischen Juli und April, hauptsächlich im September und Oktober, im Landesinneren früher als an der Küste, zwischen August und Februar in Neuseeland. Es kommt zu 2 bis 3 Bruten im Jahr. In der Balzzeit stellen die Männchen den Schwanz auf und verfolgen die Weibchen während des Nestbaus. Das Nest wird einzeln oder in losen Gruppen von beiden Geschlechtern aus Lehm gebaut über 6–24 Tage und mit Gras, Wurzeln, Haaren und Federn ausgelegt. Es befindet sich an einer überhängenden vertikalen Fläche im Mittel 2,6 m über dem Boden bevorzugt an menschengemachten Strukturen. Die Nester werden wiederverwendet.
Das Gelege besteht aus meist 3–5 braun gefleckten Eiern, die vom Weibchen über 15 Tage bebrütet werden. Beide Elternvögel füttern die Küken.

## Gefährdungssituation
Der Bestand gilt als „nicht gefährdet“ (Least Concern).